# 이신칭의
이신칭의(以信稱義)는 '믿음으로써 의롭다 칭해진다'는 기독교의 교리를 말한다. 현대 개신교의 이신칭의 교리는 마르틴 루터에 그 뿌리가 있으며, 로마 가톨릭교회는 다른 종류의 칭의(의화) 교리를 따른다.

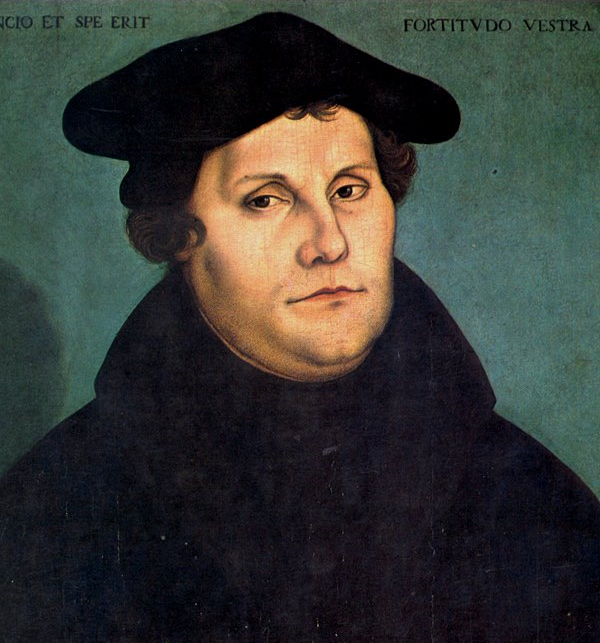
이신칭의 복음을 재발견하고 전파한 마르틴 루터

## 종교개혁 당시 재발견된 이신칭의
마르틴 루터가 종교 개혁을 통하여 전 유럽에 전파한 그리스도교 교리이다. 이신칭의(以信稱義)는 한자어 뜻 그대로 '믿음으로써 의롭다 칭한다'라는 의미를 지니고 있다. 인류 구원에 있어서 하나님의 전적인 은혜가 중요하고 전부임을 강조하는 것이다. 이 교리의 발견은 기존의 '공로 구원'으로 점철되어 있던 중세 교회에 큰 충격을 주게 된다. 마르틴 루터는 로마서의 말씀을 토대로 예수 그리스도의 복음을 재발견하였고, 이신칭의로 교리화하여 교회를 정화시키게 된다. 이신칭의의 은혜에는 크게 두 가지 요소가 있는데, 믿음으로 의롭게 되는 '칭의'와 그리스도의 의가 우리에게로 오는 '의로움의 전가'가 동시에 일어난다.
이신칭의는 로마서의 말씀인 '믿음으로 말미암아 살리라(롬 1:17)'라는 구절에 성경적 기반을 두고 있다. 로마서에는 그 구절과 비슷한 표현으로 '오직 믿음'만으로 구원된다는 말씀이 반복된다. 예수 그리스도가 인간의 죄를 없애기 위해 이 땅에 메시아로 오셨고, 그 죄 사함의 사건을 믿는 자가 그 '믿음'만으로 은혜를 받아 구원된다는 것이다. 예수 그리스도는 십자가에 못박혀 죽으심으로써 우리 죄를 대신하여 희생되었고, 그의 죽음과 함께 믿는 자의 죄도 사라지게 된다. 그리고 예수는 죽은지 사흘만에 부활하였고, 믿는 자는 예수의 부활과 함께 부활하여 천국 백성이 된다. 예수의 구원 사건을 믿는 자는, 예수를 메시아(그리스도)로서 인정하는 자이고, 그는 그 믿음으로 말미암아 살게 된다. 이것이 이신칭의이고, 곧 기독교의 복음이다. 이러한 복음의 발견은 기존 교회(로마 가톨릭)의 극심한 반발을 사게 된다. 예수를 믿어도 선한 행위가 있어야 천국에 간다는 주장에 반대하기 때문이다. 그러나 마르틴 루터는 진정으로 의로워지려고 노력한 자는 스스로 의인이 될 수 없음을 깨달을 뿐이므로, 자기의 힘으로 인한 공로로는 절대 천국에 이를 수 없다고 주장한다. 그 인간의 비참한 상태를 아는 하나님께서 그의 전적인 은혜로 인간을 구원한 사건이 예수의 십자가 사건이며, 성경 말씀을 따라서 우리는 예수 그리스도를 믿으면 된다는 것이다. 그렇게 값없이 구원된 자는 그리스도의 풍성한 은혜에 감격하여 선한 열매를 맺으며 살아가게 된다.

## 현 교회에서의 이신칭의 교리의 오용
이신칭의 교리의 발견으로 구교(로마 가톨릭 교회)를 벗어나 개신교가 탄생하였다. 믿음으로써 구원된다는 교리는 종교 개혁 시기의 열심인 기독교인들에게 큰 감격을 주었지만, 지금은 심각하게 오용되는 양상을 보인다. 대표적으로 기계적 구원론과 행위 구원론으로의 변질이다. '오직 믿음'만을 강조하기에, 믿으면 무조건 구원이라는 이상한 구원관을 갖는 기독교인이 양산된다. 그들은 자기의 선한 열매를 살펴보려는 노력을 하지 않는다. 반대로, 무조건 구원이라는 이상한 논리에 대응하기 위해서 각자의 선행을 강조하는 행위 구원론이 인기를 얻기도 한다. 그러나 전적으로 하나님의 은혜로 주어지는 구원에 인간의 행위가 포함된다는 주장은 비성경적이다. 현재의 교회는 이신칭의가 심각하게 훼손된 상황 속에서 이리저리 휩쓸리고 있다.

## 이신칭의를 바로 세우려는 노력들
세계적인 신학자 톰 라이트는 이신칭의 교리의 기계적 오용을 막기 위해, 소위 생애 이후에 진짜 칭의가 이루어진다는 논리를 펼친다. 그러나 이러한 주장은 기존 정통 교리에 상당 부분 어긋나서 큰 반론에 부딪히게 된다. 그러나 많은 동조자를 얻은 것도 사실이다. 최근 국내 신학자의 또 다른 주장으로는, 이신칭의에서 인용한 로마서 1장 17절을 바르게 보자는 의견이 있다. 루터가 발견한 이신칭의가, '의인은 믿음으로 말미암아 살리라(롬 1:17)'의 성경 구절에서 주어 '의인'을 놓치고 있다는 해석이다. 즉, 아무나 구원되는 것이 아니라 '의인'이 구원된다는 주장인데, 그 구절의 의인은 하나님의 의에 도달한 의인이 아니라 '구원될만한 의'를 지닌 자로 해석한다. 구약 성경에서 의인을 표현할 때가 있는데, 그 의인은 '죄 의식, 죄를 하나님께 회개하려는 마음, 자기 의로움의 한계를 깨닫는 마음'을 지닌 자이다. 이 의인에 속한 자가 구원될만한 의인이고, 그들이 믿음으로 말미암아 살게 된다는 해석이다. 진정으로 자기 죄를 고민했고 회개하려 했던 사람은, 자기의 노력으로는 온전히 선한 사람이 될 수 없음을 깨닫는다. 이것을 진실로 느끼는 자가 로마서 1장 17절의 '의인'이다. 그에게 이신칭의 복음이 전해지면 그는 진정으로 감격한다. 그래서 기계적 구원론자처럼 복음을 값싸게 이용하는 일이 없다. 그리고 이미 자기 의지의 한계를 절감하고 있으므로, 감히 자기 선행으로 천국 백성에 이르려는 노력도 하지 않게 된다. 그는 감격하며 구원되었고, 선행은 구원된 이후의 열매로 자연스럽게 나올뿐이다. 그러므로 복음을 받을 만한 그 의인의 상태로 먼저 존재해야 한다는 주장이다.